# 張度 (清朝安徽人)
張度（？—？），本名張獅崖，字龄谷，安徽桐城人。清初書畫家。
事親至孝，淡於世榮，卒不應試，以授徒為業。能詩、亦能書畫，可稱三絕，桐城派姚永樸稱其詩清麗拔俗，畫風仿黄公望，书法宗董其昌，曾為何省齋書帖題跋。有《蟋蟀窝集》傳世。